# Arum korolkowii
Arum korolkowii là một loài thực vật có hoa trong họ Ráy (Araceae). Loài này được Regel mô tả khoa học đầu tiên năm 1873.